# آدم‌های نیویورک
آدم‌های نیویورک (به انگلیسی: Humans of New York) یا به اختصار HONY یک وبلاگ عکاسی است که پرتره‌های هنری خیابانی گرفته شده در نیویورک سیتی را به همراه داستان یا خاطره‌ای از زندگی سوژه‌های عکاسی به نمایش می‌گذارد. در این وبلاگ که برندون استنتون عکاس در نوامبر ۲۰۱۰ آغازش کرده، تاکنون بیش از ۵۰۰۰ پرتره جمع‌آوری شده‌است. استنتون هر روز در خیابان‌های نیویورک سیتی قدم زده و از غریبه‌ها عکس می‌گیرد.
استنتون که در آتلانتا بزرگ شده و در دانشگاه جورجیا تحصیل کرده، پس از سه سال کار به عنوان معامله‌گر اوراق قرضه در شیکاگو به نیویورک آمد. آدم‌های نیویورک در شبکه‌های اجتماعی توجه زیادی را به خود جلب کرده‌است و تا اوت ۲۰۱۵ بیش از ۱۴٫۶ میلیون هزار پیگیری کننده در فیسبوک و ۳٫۷ میلیون نفر در اینستاگرام داشته‌است. علاوه بر این وبسایت رسمی آدم‌های نیویورک و صفحه‌ای در تامبلر راه‌اندازی شده‌است. انسانهای نیویورک Tumblr. دیوید کارپ مؤسس تامبلر آدم‌های نیویورک را از وبلاگ‌های مورد علاقه‌اش در این وبگاه خوانده‌است.